# 10 a.C.
10 a.C. foi um ano comum do século I a.C. que durou 365 dias. De acordo com o Calendário Juliano, o ano teve início e terminou a um domingo. a sua letra dominical foi A.
| Ano completo                    |
| ------------------------------- |
| Ano comum com início ao domingo |

## Eventos
- Julo Antônio, filho do triúnviro, e Quinto Fábio Máximo Africano, cônsules romanos.[1]
- Tibério e Druso passam o inverno se preparando para a campanha, o primeiro contra os dácios ou getas, o segundo contra os germânicos.[1]
- No início do ano, Tibério e Druso encerram as campanhas, e Augusto, de volta a Roma com os dois príncipes, fecha o templo de Jano, a terceira e última vez que isto acontece.[1]
- Augusto casa sua filha Júlia com Tibério.[2]
- Termina a construção de Cesareia Sebaste, no vigésimo-oitavo ano de reinado de Herodes.[2]
- Após a construção de Cesareia, Herodes inicia a construção de uma nova cidade, em um local chamado Cafarsala ou Cafarsuluma, e a chama de Antípatris, em homenagem a seu pai. Outras construções foram feitas para homenagear outros parentes: Cipro, nome da sua mãe, e a torre Faselo em Jerusalém e a cidade Faselo no vale de Jericó, em homenagem a seu irmão.[2]
- No final do ano, a guerra recomeça na Germânia, e Druso parte para a campanha. A Tibério cabe reprimir uma revolta na Dalmácia e na Panônia.[1]